# 佐久間昭子
佐久間 昭子（さくま あきこ、1942年 - ）は、日本の栄養学者。東京家政学院大学准教授、病態栄養専門師、NSTコーディネーター。

## 経歴
- 1962年 東京家政学院短期大学卒
- 1962年 太陽生命保険相互会社総務部栄養士
- 1963年 大蔵省共済組合東京国税局総務部市ヶ谷診療所（入院施設）管理栄養士
- 2000年 日本病態栄養学会評議員
- 2002年 財務省共済組合東京国税局総務部管理栄養士、日本臨床栄養協会評議員財務大臣表彰
- 2003年 東京家政学院大学家政学部講師
- 2007年 東京家政学院大学家政学部准教授

## 学位
準学士、管理栄養士、中学校教諭二級普通免許「家庭・保健」

## 専門分野
臨床栄養学

## 主な研究課題
- 慢性腎不全の低たんばく食事療法
- 小児1型糖尿病の栄養管理
- 臨床栄養管理の視点より骨密度と食生活についての研究・調査

## 著作
- 『腎臓病食品交換表第7版』（共著、医歯薬出版、2005年）

## 主な論文
- 『きわめて厳しい低たんばく食を長期間にわたって実施得た慢性腎不全の1例』（共著、日本腎臓学会誌第XXXIII巻、1991年）
- 『THE EFECT OF VERY LOW PRPTEIN DIET ON THE PROGRESSION OF CHRONICRENAL FAILURE』（15thINTERNATIONAL CONGRESS OF NUTRITION ADELAITE，AUSTRALIA）
- 国立情報学研究所収録論文 国立情報学研究所

## 所属学会
- 日本病態栄養学会

## 参考資料
- 東京家政学院大学ホームページ